# Peter von Strombeck
Peter von Strombeck (Wiesbaden, 7 febbraio 1957) è un attore tedesco.

## Biografia
I suoi genitori erano entrambi attori, Peter Lühr e Heide von Strombeck. Dopo gli studi di recitazione alla Otto-Falckenberg-Schule di Monaco, viene ingaggiato dal Stadttheater Ingolstadt, al Kammerspielen München e al Residenztheater München. Come attore ospite anche alla Kammerspielen Hamburg, Ruhrfestspielen Recklinghausen e Tourneetheater Düsseldorf.
È noto per i numero ruoli nelle serie televisive come Tatort, Der Alte, L'ispettore Derrick, Polizeiruf 110 e Bella Block.

## Filmografia (parziale)
- 1981–1996: L'ispettore Derrick (6 episodi)
- 1981–1996: Der Alte (8 episodi)
- 1982: Hambacher Frühling
- 1983: Die Story
- 1984: Mensch Bachmann (6 episodi)
- 1985: Der Formel Eins Film
- 1985: Morenga
- 1986: Orchideen des Wahnsinns
- 1986: Irgendwie und Sowieso (2 episodi)
- 1986: Der Fahnder
- 1986: Polizeiinspektion 1
- 1988: Tatort: Sein letzter Wille
- 1989: Tatort: Keine Tricks, Herr Bülow
- 1991: Ende der Unschuld
- 1992: Am Ende der Nacht
- 1993: Schwarz Rot Gold: Der Rubel rollt
- 1993: Bella Block: Die Kommissarin
- 1995: Wolffs Revier
- 1996: Rosa Roth – Verlorenes Leben
- 1996: Nach uns die Sintflut
- 1996: Dr. Stefan Frank
- 1996, 2001: Im Namen des Gesetzes
- 1997: Polizeiruf 110: Im Netz der Spinne
- 1997: Polizeiruf 110: Feuer!
- 1998: Tatort: Berliner Weiße
- 1999: Picknick im Schnee
- 2000: Bonhoeffer – Die letzte Stufe
- 2002, 2006: Im Namen des Gesetzes (2 episodi)
- 2002, 2006: SOKO Leipzig (2 episodi)
- 2002, 2007: Die Rosenheim-Cops (2 episodi)
- 2004: Polizeiruf 110: Das Zeichen
- 2005: Doppelter Einsatz: Gefährliche Liebschaft
- 2005: Das geheime Leben meiner Freundin
- 2007: Unter anderen Umständen: Bis dass der Tod euch scheidet
- 2008: Notruf Hafenkante (Angst)
- 2008: Eschede Zug 884
- 2009: Der Dicke/Die Kanzlei (Gefährliche Ratschläge)
- 2009: Ein Dorf sieht Mord
- 2009: In aller Freundschaft ("Wohin des Weges?")
- 2011: Nord Nord Mord
- 2012: Kennen Sie Ihren Liebhaber?
- 2012: Nägel mit Köppen
- 2015: Tod eines Mädchens
- 2016: Solo für Weiss – Das verschwundene Mädchen
- 2018: Nord Nord Mord: Clüver und der leise Tod

## Audiolibri (parziale)
- 1995: Peter Steinbach, Christoph Busch: Mein wunderbares Schattenspiel (1. Teil: Kino ist das wahre Leben). Komposition: Vridolin Enxing; Regie: Holger Rink (Hörspiel des Monats November 1995, WDR)
- 2009: Michael Kumpfmüller: Nachricht an alle (2. Teil). Bearbeitung: Michael Kumpfmüller; Regie: Leonhard Koppelmann (Deutschlandradio)